# Isterberg (Berg)
Der Isterberg (68 m ü. NHN) liegt im südlichen Landkreis Grafschaft Bentheim zwischen den Städten Bad Bentheim im Süden und Nordhorn im Norden. Der Berg ist deutlich isoliert von den (höheren) Bentheimer und Gildehauser Höhenzügen. Trotz seiner geringen Höhe zeigt sich der Berg exponiert durch seine aufragenden Sandsteinklippen und die weithin sichtbare bewaldete Erhebung im sonst niedrigen Marschland zwischen den Flüssen Dinkel und Vechte. Der Isterberg liegt in der gleichnamigen Gemeinde Isterberg, nahe der Grenze zu den Niederlanden.

## Etymologie
Die Herkunft des Namens Isterberg ist nicht gesichert. Am wahrscheinlichsten ist eine Herkunft vom mittelniederdeutschen hester, was „junger Buchenstamm“ bedeutet und auf den natürlichen Bewuchs verweist. Eine andere Möglichkeit ist ein Zusammenhang mit dem Völkernamen Istaevonen oder Istraeonen, eine bereits von Tacitus in dieser Gegend erwähnte Völkergemeinschaft. Häufig findet man die Erklärung, der Name stamme von einer germanischen Kultstätte, die einem Stammesgott Istraz, angeblich ein Beiname Wodans, gewidmet gewesen sei. Für diese Deutung gibt es aber keinerlei Belege; auf die Existenz einer Kultstätte auf dem Isterberg gibt es keine archäologischen Hinweise.

## Geologie

Sandsteinklippen am Isterberggipfel

Der Isterberg besteht im Wesentlichen aus Sandstein. Der Boden der Obergrafschaft Bentheim besteht teilweise aus mesozoischen Kreideerhebungen. Der Bentheimer Sattel besteht aus einem kleinen Rest des mesozoischen Deckgebirges und stellt den letzten westlichen Ausläufer des Teutoburger Waldes dar. Die aufsteigende Felsrippe des Isterbergs befindet sich auf dem Nordflügel des Bentheimer Sattels aus der Oberen Kreide. Nach Norden sinkt die Sandsteinschicht rasch in die Tiefe. An der Nordgrenze der Grafschaft, in die Nähe von Twist, liegt die Sandsteinstufe bereits in 1000 m Tiefe und enthält Erdöl.

## Flora
Die Hänge des Isterbergs sind vorwiegend mit Kiefernwald bestanden, teilweise ist aber auch Eichen-Buchenwald anzutreffen, was der natürlichen Vegetation entspricht. Der Wald ist reich an Pilzen. Der Südhang des Berges ist waldfrei als Folge der ehemaligen Nutzung. Die Natur um den Gipfel hat aber seit der Eröffnung des Aussichtsturms einen starken Besucherverkehr zu verkraften.

## Geschichte
Ab dem 12. Jh. brachte der Abbau und Verkauf von Sandsteinen Wohlstand zu den Grafen von Bentheim, da besonders in den steinarmen Küstenländern eine große Nachfrage bestand. Der an der Südflanke des Isterbergs gebrochene Sandstein war etwas rötlich gefärbt und von härterer Qualität als der Sandstein aus Bentheim. So eignete sich das Material für den Straßen- und Wasserbau. Im 19. Jh. kam der Sandsteinabbau am Isterberg zum Erliegen, da dieser durch billigere Baustoffe ersetzt wurde. Danach wurde der Steinbruch als Müllkippe benutzt. Erst 1986 entstand eine neue Zentraldeponie in Wilsum in der Niedergrafschaft. Seitdem ist die Deponie am Isterberg geschlossen und das Gelände wurde renaturiert. Heute sind am Isterberg noch immer Reste des alten Steinbruchs zu finden.

## Aussichtsturm
1999 wurde ein 35 m hoher Aussichtsturm als ein neues touristisches Ziel der Region eröffnet. Nach 110 Stufen ist die Plattform erreicht, wo man einen Ausblick in alle Himmelsrichtungen hat. Dort sind die Burg Bentheim und der Schüttorfer Kirchturm erkennbar. Bei klarem Wetter reicht der Blick bis zu den Hügeln der benachbarten Twente und ostwärts sind die ersten Höhenzüge des Teutoburger Waldes zu sehen.
Aussichtsturm und Sandsteinklippen sind über Wanderwege vom Parkplatz mit Gaststätte an der B 403 erreichbar. Der Aussichtsturm ist täglich durchgehend geöffnet, der Aufstieg ist kostenlos.